# Honda Dream

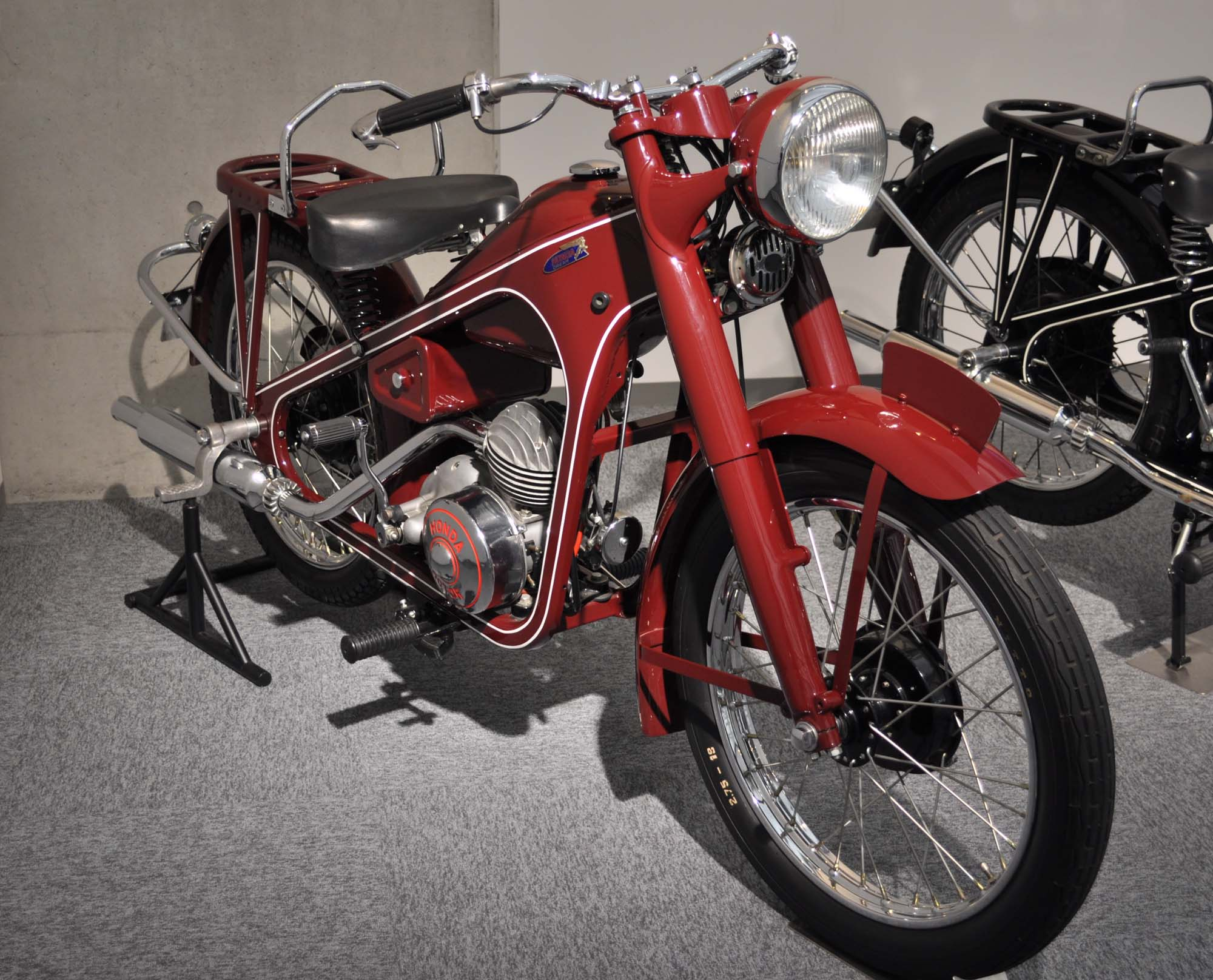
Honda Dream D

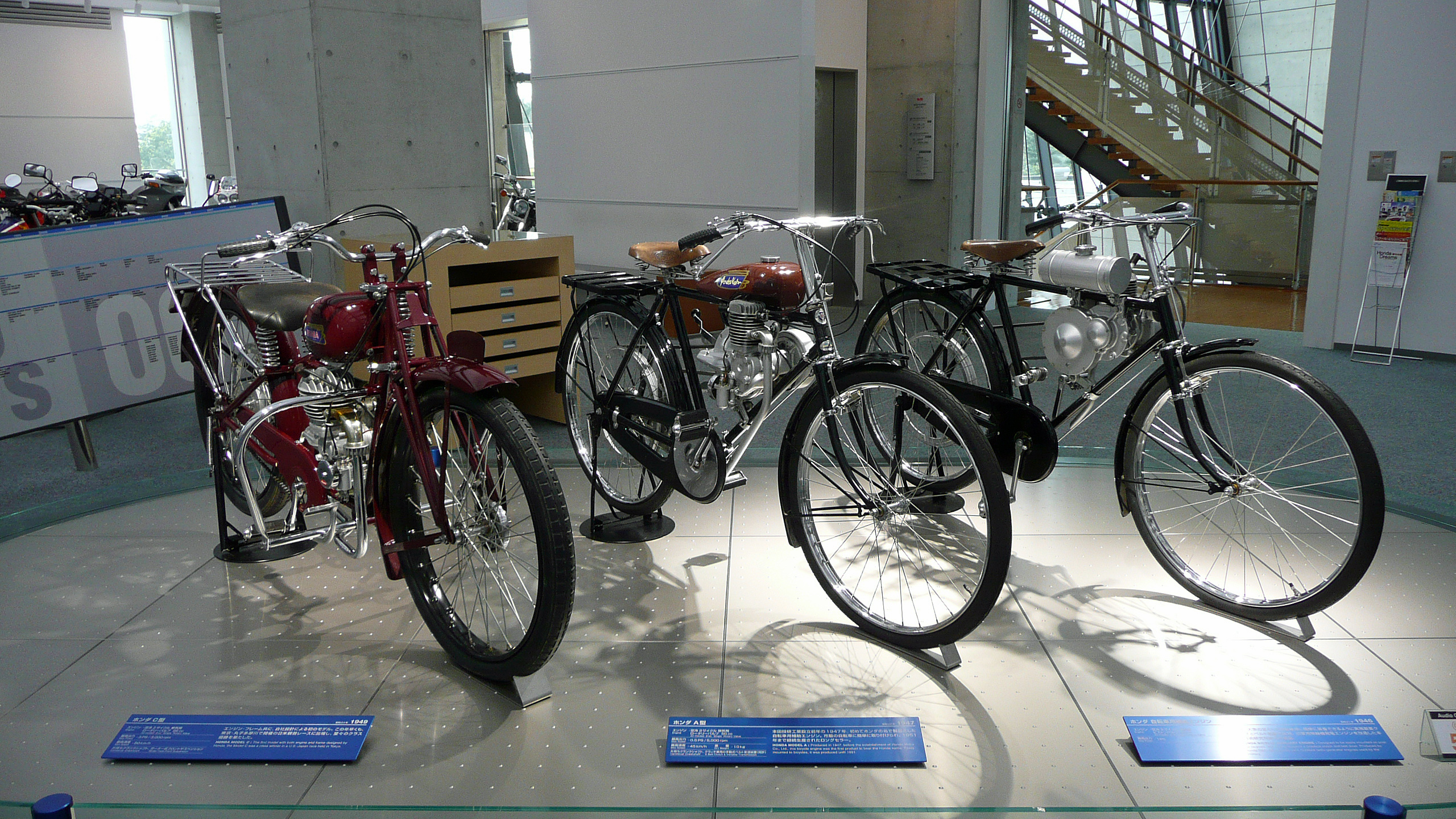
Vorläufer der Dream D:
Model A (1 PS, 1947) bis C

Honda Dream hießen die ersten Motorräder von Honda. Sie wurden ab 1949 in größeren Stückzahlen hergestellt: Im Jahr 1950 wurden 876 Maschinen gebaut, was einen Marktanteil in Japan von 25 % bedeutete; im Jahr 1951 waren es 8400 Stück.
Das erste Modell war die Zweitaktversion Dream D mit 3 PS (2,2 kW) aus 98 cm³ Hubraum, es folgte im Oktober 1951 der Viertakter Dream E mit 5,5 PS (4 kW) aus 146 cm³ Hubraum; er hatte ein Kurbelgehäuse aus Aluminium und OHV-Ventilsteuerung. Beide Motoren waren Einzylinder mit einer Höchstdrehzahl von 5000/min. Die Dream D hatte keine von Hand zu betätigende Kupplung, da Soichiro Honda ein halbautomatisches Kupplungssystem mit einem Kegelkupplungsmechanismus konstruiert hatte.
Das Fahrwerk bestand anstelle eines Rahmens aus Rohren aus einem preisgünstig herzustellenden Pressstahlrahmen und hatte eine Teleskopgabel; die Version E erhielt zusätzlich eine kleine Hinterradfederung. Die Motoren stellte Honda im Druckgussverfahren her.
Nachdem Soichiro Honda 1954 NSU und Kreidler besucht hatte,  erschien 1955 die Dream SA mit 10,5 PS (7,7 kW) aus 250 cm³ Hubraum, wieder ein Einzylinder-OHV-Motor; die Dream SA hatte 19-Zoll-Räder. 1956 kam die Dream SB mit 12 kW (16 PS) heraus.
1957 erschien die Dream C 70, 1959 die Dream C 71, die erstmals auch nach Deutschland exportiert wurde. Sie ähnelte der Horex Regina. Der Hubraum des Parallel-Twins der C71 betrug 247 cm³; er erreichte bei 8400/min eine Motorleistung von 20 PS (15 kW). Ihr Vergaser kam von Keihin. Der Sattel wurde durch eine Sitzbank für zwei Personen ersetzt. Von dieser Dream wurden 95.359 Exemplare gefertigt. 1960 folgte schon die CB 72 Dream Super Sport.
2004 wurden die Retroversionen Honda Dream 50 und Honda Dream 50 R angeboten.

## Technische Daten
| Model                  | Dream D                      | Dream E                        | Dream 3E                       | Dream SA                       | Dream SB                       | Dream C70                    | Dream C71                    |
| ---------------------- | ---------------------------- | ------------------------------ | ------------------------------ | ------------------------------ | ------------------------------ | ---------------------------- | ---------------------------- |
| Baujahr                | 1949                         | 1950–1951                      | 1953                           | 1955                           | 1956                           | 1957                         | 1959                         |
| Motor                  | luftgekühlter Zweitakter     | Einzylinder-Viertakt-Ottomotor | Einzylinder-Viertakt-Ottomotor | Einzylinder-Viertakt-Ottomotor | Einzylinder-Viertakt-Ottomotor | Reihenzweizylinder           | Reihenzweizylinder           |
| Nockenwelle            | DOHC                         | DOHC                           | DOHC                           | DOHC                           | DOHC                           | DOHC                         | DOHC                         |
| Bohrung und Hub        | 50 × 50 mm                   |                                | 57 × 57 mm                     |                                |                                | 54 × 54 mm                   | 54 × 54 mm                   |
| Hubraum                | 98 cm³                       | 146 cm³                        | 146 cm³                        | 250 cm³                        | 350 cm³                        | 247,3 cm³                    | 247,3 cm³                    |
| Verdichtungsverhältnis |                              |                                |                                |                                |                                | 6,2 : 1                      | 6,2 : 1                      |
| Gemischaufbereitung    |                              |                                |                                |                                |                                |                              |                              |
| max. Leistung          | 2,2 kW (3 PS) bei 5000 min−1 | 4 kW (5,5 PS) bei 5000 min−1   |                                | 8 kW (10,5 PS) bei 5800 min−1  | 12 kW (16 PS)                  | 13 kW (18 PS) bei 7400 min−1 | 15 kW (20 PS) bei 8400 min−1 |
| Getriebe               | 2-Gang                       |                                | 3-Gang                         | 4-Gang                         | 4-Gang                         | 4-Gang                       | 4-Gang                       |
| Höchstgeschwindigkeit  | 50 km/h                      | 75 km/h                        |                                | 98 km/h                        | 120 km/h                       | 130 km/h                     | 130 km/h                     |
| Federung vorn          | Teleskopgabel                | Teleskopgabel                  | Teleskopgabel                  | Teleskopgabel                  | Teleskopgabel                  | Teleskopgabel                | Teleskopgabel                |
| Federweg hinten        | –                            |                                |                                |                                |                                |                              |                              |
| Bremsen vorne          |                              |                                |                                |                                |                                | Ø 175 mm                     | Ø 175 mm                     |
| Radstand               |                              |                                |                                | 1364 mm                        |                                | 1250 mm                      | 1250 mm                      |
| Sitzhöhe               |                              |                                |                                |                                |                                |                              |                              |
| Tankinhalt             | etwa 7 Liter                 |                                |                                |                                |                                |                              |                              |
| Masse                  | 80 kg                        | 97 kg                          | 119 kg                         | 171 kg                         | 174 kg                         | 158 kg                       | 158 kg                       |